# Rio Cerna (Tulcea)
O Rio Cerna (Tulcea) é um rio da Romênia, afluente do Danúbio, localizado no distrito de Tulcea.